# Список средних специальных учебных заведений Кировской области
В список средних специальных учебных заведений (ссузов) Кировской области включены образовательные учреждения среднего специального образования, находящиеся на территории Кировской области и имеющие действующую лицензию на образовательную деятельность. Список вузов приведён в соответствии с данными реестра лицензий, в список филиалов включены организации отраженные в информационной системе лицензирования образовательной деятельности Рособрнадзора.
Учебные заведения Кирова и других административных единиц области приведены раздельно. Филиалы средних-специальных учебных заведений указаны отдельно.
Список высших учебных заведений Кировской области находится на отдельной странице.

## Средне-специальные учебные заведения Кирова
| Средне-специальные учебные заведения Кирова | Средне-специальные учебные заведения Кирова                                         | Средне-специальные учебные заведения Кирова | Средне-специальные учебные заведения Кирова | Средне-специальные учебные заведения Кирова | Средне-специальные учебные заведения Кирова | Средне-специальные учебные заведения Кирова | Средне-специальные учебные заведения Кирова                                                                                 |
|                                             | Наименование                                                                        | Аббревиатура                                | Сайт                                        | Категория                                   | Подчинение                                  | Основано                                    | Прежние названия |
| ------------------------------------------- | ----------------------------------------------------------------------------------- | ------------------------------------------- | ------------------------------------------- | ------------------------------------------- | ------------------------------------------- | ------------------------------------------- | --- |
|                                             | Кировский лесопромышленный колледж                                                  | КЛПК                                        | kirovlpk.ru                                 | государственный                             | Федеральный                                 | 1919                                        | Лесотехнический техникум, объединён с Механический техникумом, Индустриальный техникум, Художественно-промышленный техникум |
|                                             | Кировский медицинский колледж                                                       | КМК                                         | kbmk.kirov.ru                               | государственный                             | Деп. здравоохранения Кировской области      | 1867                                        | Кировское медицинское училище, Кировский базовый медицинский колледж (КбМК)                                                 |
|                                             | Кировский авиационный техникум                                                      | КАТ                                         | aviakat.ru                                  | государственный                             | Федеральный                                 | 1944                                        | |
|                                             | Кировский технологический колледж пищевой промышленности                            | КТКПП                                       | kpp.kirov.ru                                | государственный                             | Деп. образования Кировской области          | 1948                                        | |
|                                             | Кировский многопрофильный техникум                                                  | КМПТ                                        | kmpt-kirov.ru                               | государственный                             |                                             | 1951                                        | |
|                                             | Вятский электромашиностроительный техникум                                          | ВЭМТ                                        | vemst.ru                                    | государственный                             |                                             | 2010                                        | |
|                                             | Вятский колледж культуры                                                            | ВКК                                         | vyatkult.ru                                 | государственный                             | Министерство культуры Кировской области     | 1934                                        | Библиотечный техникум, Культурно-просветительное училище, Кировский областной колледж культуры                              |
|                                             | Кировский государственный колледж строительства, экономики и права (филиал МИИГАиК) | КГКСЭП                                      | ksccel-miigaik.ru                           | государственный                             | Федеральный                                 | 1970                                        | Строительный техникум |
|                                             | Кировский колледж музыкального искусства имени И. В. Казенина                       | ККМИ                                        | kkmi.ru                                     | государственный                             | Министерство культуры Кировской области     | 1937                                        | Кировское училище искусств, Кировское музыкальное училище, Кировский областной колледж музыкального искусства               |
|                                             | Вятское художественное училище имени А. А. Рылова                                   | ВХУ                                         | artvhu.ru                                   | государственный                             | Министерство культуры Кировской области     | 1964                                        | Кировское художественное училище                                                                                            |
|                                             | Вятский колледж профессиональных технологий, управления и сервиса                   | ВятКТУиС                                    | vyatktuis.ru                                | государственный                             | Деп. образования Кировской области          | 1941                                        | Вятский государственный техникум профессиональных технологий, управления и сервиса                                          |
|                                             | Вятский железнодорожный техникум                                                    | ВЖТ                                         | vzht.ru                                     | государственный                             |                                             | 1931                                        | |
|                                             | Кировский педагогический колледж                                                    |                                             | kp-kollege.ru                               | государственный                             | Деп. образования Кировской области          | 1983                                        | Кировское педагогическое училище                                                                                            |
|                                             | Колледж промышленности и автомобильного сервиса                                     | КПиАС                                       | kpias.ru                                    | государственный                             | Деп. образования Кировской области          | 1970                                        | СГПТУ № 36, ПТУ № 13, ПЛ № 13                                                                                               |
|                                             | Кировский технологический колледж                                                   | КТК                                         | ktc-kirov.ru                                | государственный                             | Деп. образования Кировской области          | 1952                                        | Швейный техникум |
|                                             | Кировский торгово-экономический техникум                                            | КТЭТ                                        | kirovtet.ru                                 | негосударственный                           |                                             | 2000                                        | |
|                                             | Волго-Вятский колледж информатики, финансов, права, управления                      | ВВКИФПУ                                     | vvkifpu.ru                                  | негосударственный                           |                                             | 2002                                        | |
|                                             | Вятский гуманитарно-экономический колледж                                           | ВГЭК                                        | vgek-kirov.ru                               | негосударственный                           |                                             | 2001                                        | |
|                                             | Вятский колледж управления и новых технологий                                       | ВятКУ                                       | vyatku.ru                                   | негосударственный                           |                                             | 2001                                        | |
|                                             | Вятский экономико-социальный колледж                                                | ВЭСК                                        | vesk43.ru                                   | негосударственный                           |                                             | 1998                                        | |
|                                             | Вятское духовное училище                                                            |                                             | vdschool.ru                                 | негосударственный                           |                                             | 1991                                        | |
|                                             | Кировский пожарно-спасательный юридический полицейский колледж                      | КПСЮПК                                      | кпсюпк.рф                                   | негосударственный                           |                                             | 2018                                        | |
|                                             | Санкт-Петербургская академия милиции имени Н.А. Щёлокова, Кировский филиал          | КФ СПб АМ им. Н.А. Щёлокова                 | академия-киров.рф                           | негосударственный                           |                                             | 2020                                        | Кировский филиал Частного учреждения профессионального образования Юридический полицейский колледж (КФ ЧУ ПО ЮПК)           |
|                                             | Кировский автодорожный техникум                                                     | КГАТ                                        | кгат.рф                                     | государственный                             |                                             | 1983                                        | |

## Средне-специальные учебные заведения Кировской области
| Средне-специальные учебные заведения Кировской области     | Средне-специальные учебные заведения Кировской области | Средне-специальные учебные заведения Кировской области | Средне-специальные учебные заведения Кировской области | Средне-специальные учебные заведения Кировской области | Средне-специальные учебные заведения Кировской области | Средне-специальные учебные заведения Кировской области | Средне-специальные учебные заведения Кировской области                                               |
| Название                                                   | Аббревиатура                                           | Сайт                                                   | Категория                                              | Основано                                               | Расположение                                           | Филиалы                                                | Прежние названия                                                                                     |
| ---------------------------------------------------------- | ------------------------------------------------------ | ------------------------------------------------------ | ------------------------------------------------------ | ------------------------------------------------------ | ------------------------------------------------------ | ------------------------------------------------------ | --- |
| Вятский автомобильно-промышленный колледж                  | ВАПК                                                   | vapk.info                                              | государственный                                        | 1978                                                   | Кирово-Чепецк                                          | Белая Холуница                                         | |
| Техникум народного хозяйства                               | ТНХ                                                    | тнх43.рф                                               | негосударственный                                      | 1999                                                   | Кирово-Чепецк                                          |                                                        | |
| Слободской колледж педагогики и социальных отношений       | СКПиСО                                                 | slobkoll.ru                                            | государственный                                        | 1904                                                   | Слободской                                             |                                                        | |
| Слободской технологический техникум                        | СТТ                                                    | сгтт43.рф                                              | государственный                                        | 2012                                                   | Слободской                                             |                                                        | |
| Вятский аграрно-промышленный техникум                      | ВГА-ПТ                                                 | vga-pt.ru                                              | государственный                                        | 1951                                                   | Бобино, Слободской район                               | Вахруши, Слободской район                              | |
| Кировский кооперативный техникум                           | ККТ                                                    | kkt-kotel.ru                                           | негосударственный                                      | 1943                                                   | Котельнич                                              |                                                        | |
| Кировский сельскохозяйственный техникум                    |                                                        | kcxt-kotelnich.ru                                      | государственный                                        | 1953                                                   | Котельнич                                              | Свеча                                                  | |
| Филиал Кировского медицинского колледжа в Котельниче       |                                                        | kbmk.kirov.ru                                          | государственный                                        | 1937                                                   | Котельнич                                              |                                                        | |
| Вятско-Полянский механический техникум                     | ВПМТ                                                   | vpmt.ru                                                | государственный                                        | 1955                                                   | Вятские Поляны                                         |                                                        | |
| Гуманитарный колледж                                       |                                                        | gumkoll.ru                                             | негосударственный                                      | 2004                                                   | Вятские Поляны                                         |                                                        | |
| Сосновский судостроительный техникум                       |                                                        | sosnovkagst.ru                                         | государственный                                        | 1966                                                   | Сосновка, Вятскополянский район                        |                                                        | |
| Нолинский техникум механизации сельского хозяйства         | НТМСХ                                                  | ntmsh.ru                                               | государственный                                        | 1931                                                   | Нолинск                                                |                                                        | Вятско-Полянский тракторно-механический техникум, Нолинский техникум механизации сельского хозяйства |
| Нолинский политехнический техникум                         | НПТ                                                    | ngptt.ru                                               | государственный                                        | 2001                                                   | Нолинск                                                | Аркуль, Нолинский район                                | |
| Уржумский аграрно-технический техникум                     | УАТТ                                                   | agrotex-urzhum.ru                                      | государственный                                        | 1963                                                   | Уржум                                                  |                                                        | |
| Филиал Кировского медицинского колледжа в Уржуме           |                                                        | kbmk.kirov.ru                                          | государственный                                        | 1931                                                   | Уржум                                                  |                                                        | |
| Омутнинский политехнический техникум                       |                                                        | goupu20.ru                                             | государственный                                        | 1969                                                   | Омутнинск                                              |                                                        | |
| Омутнинский колледж педагогики, экономики и права          |                                                        | педколледж.рф                                          | государственный                                        | 1930                                                   | Омутнинск                                              |                                                        | |
| Филиал Кировского медицинского колледжа в Омутнинске       |                                                        | kbmk.kirov.ru                                          | государственный                                        | 1935                                                   | Омутнинск                                              |                                                        | |
| Орлово-Вятский сельскохозяйственный колледж                | ОВСК                                                   | ovshk.ru                                               | государственный                                        | 1922                                                   | Орлов                                                  |                                                        | Халтуринский сельскохозяйственный техникум                                                           |
| Орловский колледж педагогики и профессиональных технологий | ОКПиПТ                                                 | окпипт.рф                                              | государственный                                        | 2007                                                   | Орлов                                                  | Оричи                                                  | |
| Индустриально-педагогический колледж                       |                                                        | ipcsovetsk.ru                                          | государственный                                        | 1903                                                   | Советск                                                |                                                        | |
| Техникум промышленности и народных промыслов               |                                                        | tpnpsovetsk.ru                                         | государственный                                        | 1936                                                   | Советск                                                |                                                        | |
| Суводский лесхоз-техникум                                  |                                                        | slt43.ru                                               | государственный                                        | 1896                                                   | Советск                                                |                                                        | |
| Филиал Кировского медицинского колледжа в Советске         |                                                        |                                                        | государственный                                        | 2023                                                   | Советск                                                |                                                        | |
| Яранский технологический техникум                          | ЯТТ                                                    | yagtt.com                                              | государственный                                        | 1873                                                   | Яранск                                                 |                                                        | |
| Яранский аграрный техникум                                 |                                                        | yaragrotech.ru                                         | государственный                                        | 1918                                                   | Яранск                                                 |                                                        | |
| Филиал Кировского многопрофильного техникума в Лузе        |                                                        | kmpt-kirov.ru                                          | государственный                                        |                                                        | Луза                                                   |                                                        | |
| Вятский торгово-промышленный техникум                      | ВГТПТ                                                  | вгтпт.рф                                               | государственный                                        | 1940                                                   | Кирс                                                   |                                                        | |
| Зуевский механико-технологический техникум                 |                                                        | zgmtt.ucoz.org                                         | государственный                                        | 1953                                                   | Зуевка                                                 |                                                        | |
| Санчурский социально-экономический техникум                | ССЭТ                                                   | санчурский-техникум.рф                                 | государственный                                        | 1966                                                   | Санчурск                                               |                                                        | |
| Кумёнский аграрно-технологический техникум                 | КАТТ                                                   | кумтех.рф                                              | государственный                                        | 1973                                                   | Кумёны                                                 |                                                        | |
| Савальский политехнический техникум                        | Савальский политехникум                                | cavpt.ucoz.ru                                          | государственный                                        | 1951                                                   | Савали, Малмыжский район                               |                                                        | |